# ACT (skivbolag)
ACT är ett tyskt skivbolag som grundades i Hamburg 1992 av Siegfried ”Siggi” Loch. Sedan 2003 finns huvudkontoret i München.
Bolagets utgivning har en tyngdpunkt på europeisk jazz och bland deras artister finns många svenska musiker, t.ex. 
Josefine Cronholm, Lars Danielsson, Rigmor Gustafsson,  Jacob Karlzon, Nils Landgren, Jan Lundgren, Jessica Pilnäs, Esbjörn Svensson Trio,  Ulf Wakenius, Viktoria Tolstoy och Magnus Öström.